# Norton-Radstock
Norton-Radstock var en civil parish 1933–2011 när det uppgick i Midsomer Norton, Radstock och Westfield, i enhetskommunen Bath and North East Somerset, grevskapet Somerset, i sydvästra England. Civil parish hade 21 325 invånare år 2001.